# Alberto Rodríguez Rodríguez
Pour les articles homonymes, voir Alberto Rodríguez.
Alberto Rodríguez Rodríguez, né le 22 décembre 1981 à Santa Cruz de Tenerife (Canaries), est un homme politique espagnol, membre de Podemos.
Il est député de la circonscription de Santa Cruz de Tenerife de 2016 à 2021.

## Biographie

### Vie privée
Né dans l'arrondissement Ofra-Costa Sur de Santa Cruz de Tenerife le 11 décembre 1981, il est le fils d'une enseignante et d'un électricien. Le couple a deux autres enfants.

### Études et profession
Avec une formation de technicien supérieur en chimie environnementale, il travaille comme opérateur dans une raffinerie de pétrole pendant neuf ans. Il est élu représentant du personnel par ses collègues. Durant cette période, il est membre d'Izquierda Unida et participe également à divers mouvements sociaux étudiants. Il est interpellé en 2012 en marge des manifestations du Mouvement des Indignés pour outrage à la police mais est absous quelques mois plus tard.

### Député au Congrès
Membre de Podemos, il est investi tête de liste du parti dans la circonscription de Santa Cruz de Tenerife en novembre 2015 en vue des élections générales du mois suivant
,,. Le 10 décembre, lors de la visite de campagne de Pablo Iglesias et Íñigo Errejón dans les îles Canaries, il attaque personnellement la candidate de la Coalition canarienne (CC) Ana Oramas, à qui il reproche d'appartenir aux « familles riches de La Laguna » qui « exploitaient sa grand-mère, se moquaient d'elle et lui jetaient l'argent au sol ». Après que la candidate de CC a reçu plusieurs menaces de mort, il présente des excuses estimant qu'il ne critiquait pas directement celle-ci mais cherchait à mettre en lumière la « lutte des classes ». Avec 94 936 voix et 19,86 % des suffrages exprimés, sa liste remporte un des sept mandats en jeu dans la circonscription et Rodríguez est élu au Congrès des députés. Membre de la commission pour l'Étude du changement climatique, il est choisi comme porte-parole titulaire à la commission de l'Emploi et de la Sécurité sociale ainsi qu'à celle de l'Industrie, de l'Énergie et du Tourisme. Lors de la séance constitutive de la chambre basse des Cortes Generales, certains élus politiques jugent négativement son apparence pour porter des dreadlocks,.
Il conserve son mandat lors du scrutin anticipé de juin 2016 au cours desquelles il concourt en première place sur la liste de la coalition Unidos Podemos. Inscrit à la commission de la Transition écologique, il conserve ses responsabilités de porte-parole et intègre également la mission chargée de la réforme du statut d'autonomie des Canaries et celle de modification du régime économique fiscal (REF) de la communauté autonome. En février 2017, il est élu membre du Conseil citoyen national à l'occasion de la 2e assemblée citoyenne de Podemos.
Pour des faits remontant à 2014, Alberto Rodríguez est condamné par le Tribunal suprême le 7 octobre 2021 pour un délit d'attente contre l'autorité « qu'il conteste, faute de preuves suffisantes permettant de remettre en cause sa présomption d'innocence » à un mois et demi de prison, peine pouvant être remplacée par une amende de 540 euros. Une peine accessoire de privation spéciale d'exercice du droit de suffrage passif est également prononcée pour la même durée que la peine de prison. Tout en annonçant un recours devant la Cour européenne des droits de l'homme, Alberto Rodríguez paye l'amende immédiatement afin de conserver son siège. Dans leur rapport, les services juridiques du Congrès indiquent que la peine d'amende ayant été réglée, il n'y a pas lieu de déclarer la démission d'office de Rodríguez de son mandat de député. Le 19 octobre, le bureau du Congrès décide sur la base de ce rapport de ne pas déclarer la démission d'office. Le lendemain, le juge Manuel Marchena (es) réclame au Congrès qu'il déclare la démission d'office d'Alberto Rodríguez en application de la sentence qu'il a dictée. Alors que l'opposition parlementaire annonce avoir l'intention de porter plainte contre la présidente du Congrès Meritxell Batet au cas où celle-ci ne déclarerait pas la démission d'office, le bureau du Congrès demande des explications sur le sens de la sentence du Tribunal suprême. Ce dernier répond qu'il n'est pas compétent car cette demande n'émane pas d'une partie au procès mais indique que la peine accessoire est obligatoire. Meritxell Batet convoque Rodríguez le 22 octobre au soir pour lui indiquer personnellement la perte de son mandat de député,,,,. Le 23 octobre, il annonce quitter Podemos.

## Élections au Parlement des Canaries
Il annonce le 19 décembre se présenter aux élections au Parlement des Canaries de mai 2023 comme tête de liste du mouvement Proyecto Drago, et qu'il brigue ainsi la présidence du gouvernement des Canaries. Le parti Podemos réagit en affirmant qu'il maintient sa propre candidate, Noemí Santana, actuelle conseillère aux Droits sociaux, à l'Égalité, à la Diversité et à la Jeunesse du gouvernement Torres et que c'est le mouvement de Rodríguez qui devait se joindre au parti de gouvernement.